# Hyllebjerg Sogn
Hyllebjerg Sogn er et sogn i Vesthimmerlands Provsti (Viborg Stift).
I 1800-tallet var Hyllebjerg Sogn og Flejsborg Sogn annekser til Vester Hornum Sogn. Alle 3 sogne hørte til Års Herred i Aalborg Amt. Vester Hornum-Hyllebjerg-Flejsborg sognekommune blev ved kommunalreformen i 1970 indlemmet i Farsø Kommune, der ved strukturreformen i 2007 indgik i Vesthimmerlands Kommune.
I Hyllebjerg Sogn findes Hyllebjerg Kirke.
I sognet findes følgende autoriserede stednavne:
- Holmgårde (bebyggelse, ejerlav)
- Hyllebjerg (bebyggelse, ejerlav)
- Hyllebjerg-Svenstrup (bebyggelse)